# Dumești (Vaslui)
Dumești es una comuna ubicada en el distrito de Vaslui, Rumania.

## Superficie
Posee una superficie de 57,65 kilómetros cuadrados.

## Demografía
Hasta 2021 la población era de 2963 habitantes, con una densidad de población de 51,40 habitantes por kilómetro cuadrado.